# Kamau (Musiker)

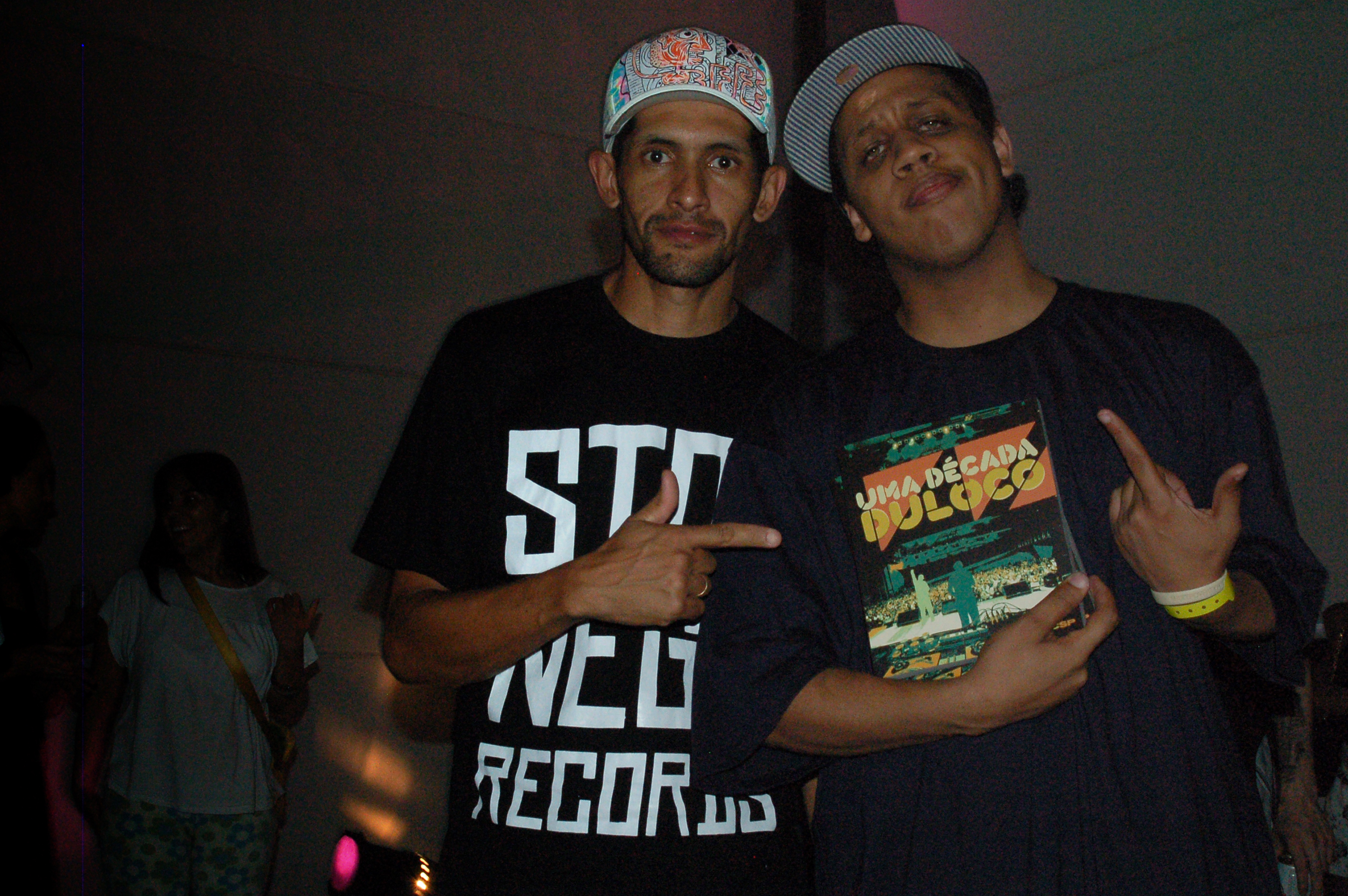
Kamau (rechts)

Kamau (was „stiller Krieger“ in einem kenianischen Dialekt bedeuten soll) ist der Künstlername von Marcus Vinícius Silva (* 1. März 1976 in São Paulo), eines brasilianischen Rappers, Mathematikers und ehemaligen Profiskateboarders.

## Werdegang
Kamau begann 1997 mit dem Reimen in der mittlerweile aufgelösten Gruppe Consequência, gemeinsam mit den Rappern Sagat und DJ Ajamu. Schnell erlangte er die Anerkennung von Publikum und Medien mit der Veröffentlichung des einzigen Werkes der Formation, der EP „Prólogo“ von 2002. Diese Scheibe machte ihn innerhalb der Rapszene als sehr vielseitigen und zur Improvisation fähigen MC bekannt. Auf „Prólogo“ wirkten zahlreiche Künstler mit, wie etwa Thaíde & DJ Hum, SP Funk, KL Jay, Instituto und Academia Brasileira de Rimas, eine andere Band, in welcher Kamau zusammen mit Max B.O, Paulo Napoli und Akin tätig war.
Nach diversen Projekten veröffentlichte Kamau 2005 das Mixtape „Sinopse“, das von DJ Willian abgemischt wurde. Der Höhepunkt dieses Albums ist das Stück „Poesia do Concreto“ (Poesie des Betons), das in ganz Brasilien hochgelobt wurde und Kamau 2008 den Prêmio Hutúz, den brasilianischen Hip-Hop-Preis, als „Lied des Jahres“ („Música do Ano“) einbrachte. Ebenfalls 2008 kam Kamaus erstes Soloalbum unter dem Titel Non Ducor Duco heraus, dem lateinischen Motto auf dem Stadtwappen São Paulos, das „Ich werde nicht geführt, ich führe“ bedeutet. Er nahm auch am Video Music Brasil 2009 in der Kategorie „Rap“ teil, jedoch ging die Auszeichnung letztlich an MV Bill. Gleiches trug sich beim Video Music Brasil 2010 zu, wo dieselben beiden Protagonisten die Plätze wieder auf diese Weise unter sich aufteilten.

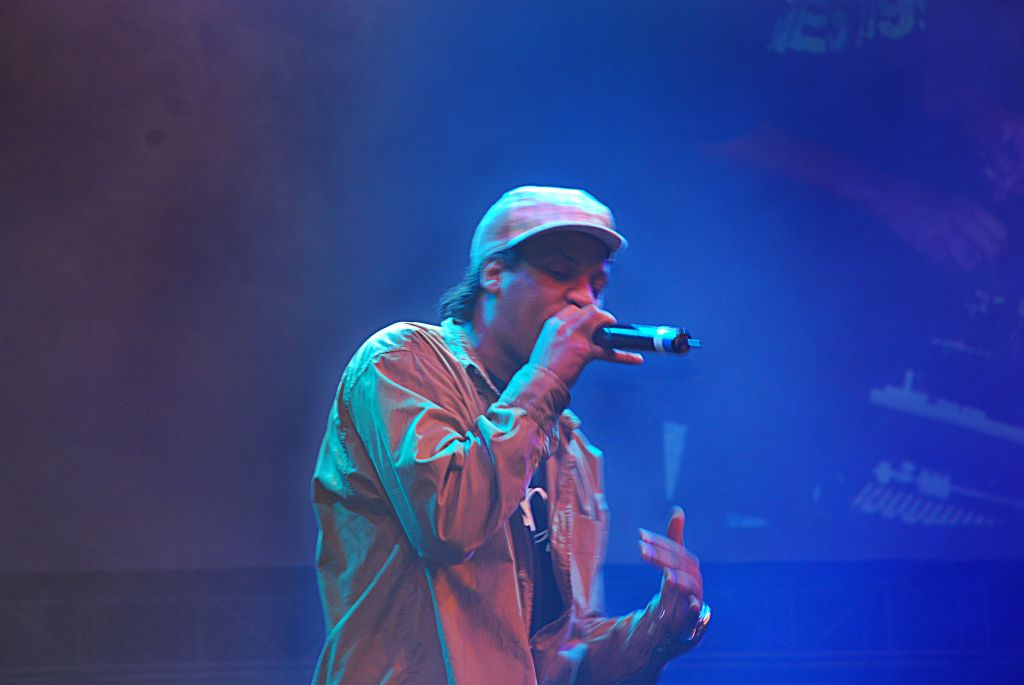
Kamau (2008)

## Diskografie
- Prólogo (2002) (mit Consequência)
- Sinopse (2005)
- Non Ducor Duco (2008)
- Entre (2012)